# Otto Klapp
Otto Klapp  (* 10. August 1922 in Kassel; † 30. Oktober 1986 in Saarbrücken) war ein deutscher Romanist, Bibliothekar und Bibliograf.

## Leben und Werk
Otto Klapp wurde 1952 an der Philipps-Universität Marburg promoviert mit der Arbeit Die idg. Wurzel <e> ua- im Französischen <Lat. vanus, vaco, vastus <und vagus> und ihre Ableitungen im Französischen> . Wortgeschichte und Bedeutungsgeschichte. Er wurde Bibliothekar an der  Philipps-Universität Marburg. Dort begann er 1956 mit der Arbeit an einer Bibliographie der französischen Literaturwissenschaft, deren erster Band 1959 im Verlag Vittorio Klostermann erschien.
Im Jahr 1960 wechselte er an die Saarländische Universitäts- und Landesbibliothek und führte dort die  Bibliographie der französischen Literaturwissenschaft fort, die unter dem Namen „Der Klapp“ bzw. in Frankreich unter „Le Klapp“ besser bekannt ist.
Für den Berichtszeitraum 1956 bis 1968 erschienen sechs Bände für jeweils zwei Jahre. Ab Band 7 (1969) erschien ein Band pro Jahr; der letzte von Klapp herausgegebene Band war Band 23 (1985).
Seit dem Tode von Otto Klapp wird die Bibliographie von seiner Tochter, der Romanistin Astrid Klapp-Lehrmann (geb. 1957), herausgegeben. Sie bearbeitete und gab bis heute die Bände 24 (1986) bis 61 (2024) heraus. Seit 2013 erscheint die Bibliographie auch online unter dem Titel Klapp-Online.

## Werke
- (Hrsg.) Bibliographie der französischen Literaturwissenschaft, Frankfurt am Main 1960 ff.
  - 1, 1956–1958
  - 2, 1959–1960
  - 3, 1961–1962
  - 4, 1963–1964
  - 5, 1965–1966
  - 6, 1967–1968
  - 7, 1969, bis 23, 1985